# 杰曼·梅森
杰曼·梅森（英語：Germaine Mason，1983年1月20日—2017年4月20日），牙买加、英国男子田径运动员。他曾代表英国参加2008年夏季奥林匹克运动会田径比赛，获得男子跳高银牌。